# Sdot Yam
Sdot Yam (Hebreeuws: שדות ים is een kibboets in Noord-Israël. De kibboets ligt aan de kust van de Middellandse Zee noordwestelijk van Hadera en telt ongeveer 680 inwoners. Sdot Yam hoort tot de regionale raad van Hof HaCarmel.
De kibboets Sdot Yam werd in 1936 opgericht en verhuisde in 1940 naar de tegenwoordige locatie. Door de ligging aan zee speelde de kibboets een rol in de illegale immigratie van Joden die vluchtten voor het nazisme. In Sdot Yam werd ook een voorloper van de Israëlische marine opgericht, de Palyam.
Sdot Yam ligt direct ten zuiden van de archeologische site Caesarea. Het toerisme vanwege Caesarea en de ligging aan zee is een belangrijke bron van inkomsten.
Een bekende inwoner van Sdot Yam was de Hongaars-Joodse verzetsstrijdster Hannah Szenes.